# 아오야마 요시노
아오야마 요시노(일본어: 青山 吉能 あおやま よしの[*], 1966년 4월 10일 ~ )는 일본의 여성 성우. 구마모토현 출신. 81프로듀스 소속이다.

## 출연 작품

### 극장판 애니메이션
- 2024년 극장판 오버로드 성왕국편 - 네이아 역